# Гундилович, Павел Михайлович
Павел Михайлович Гундилович (бел. Павел Міхайлавіч Гундзіловіч) (23 мая 1902 — 10 апреля 1942) — советский офицер, участник Великой Отечественной войны. Во время обороны Москвы командовал 4-й ротой 2-го батальона 1075-го стрелкового полка 316-й стрелковой дивизии (впоследствии 8-я гвардейская). Руководил обороной в районе Дубосеково (Волоколамский район), где 16 ноября 1941 года его рота вместе с другими подразделениями дивизии отражала удары немецких танков.

## Биография

### Ранние годы
Родился 23 мая 1902 года в деревне Литвяны Минской губернии (ныне Узденского района Минской области) в семье рабочего. Белорус.
В 1924 году поступил в Объединённую белорусскую военную школу, которую окончил в 1927 году. До 1938 года служил на Дальнем Востоке комендантом участка в порту Находка Владивостокского погранотряда.
29 мая 1938 года арестован и обвинён по статьям 58-1б, 58-9 и 58-11 УК РСФСР (измена; причинение ущерба системе транспорта, водоснабжения, государственного или общественного имущества), предусматривавших расстрел. Однако в 1940 году уголовное дело прекращено, и он был освобождён из-под стражи.
Переехал в Казахстан, где возглавил виноградно-садовый совхоз.

### Начало Великой Отечественной войны
С началом Великой Отечественной войны, в августе 1941 года направлен в 316-ю стрелковую дивизию генерала И. В. Панфилова. По отзыву комиссара полка А. Мухамедьярова: «У Клочкова был очень хороший командир роты. Воевали дружно. Гундилович раньше служил в Военно-морском флоте. Он имел богатый жизненный опыт и организаторские способности.»
К началу сентября дивизия была переброшена под Новгород в распоряжение запланированной к формированию 52-й резервной армии. К 8 сентября 1941 года дивизия прибыла в Крестцы, где заняла позиции во втором эшелоне армии и почти месяц оборудовала полосу обороны. 4-я рота капитана П. М. Гундиловича, первой из полка, вела бои с противником в районе Русская Болотица, прикрывая фланг 25-й кавалерийской дивизии. Из боевого донесения замполита полка А. Мухамедьярова: «4 октября 1941 г. 4-я рота в полку вела бой в районе деревни Русь Болотная. Командир роты и его комиссар показали себя волевыми и ответственными командирами. Рота первой подставила себя смерчу пуль, осколков и огня со стороны противника.»
14-18 октября в боях под Москвой на волоколамском направлении рота капитана П. М. Гундиловича снова отличилась. К 16 октября 4-я рота заняла оборону на фронте 5-6 км. Из доклада командующего 16-й армией генерала К. К. Рокоссовского от 17 октября 1941 года: «Рота Гундиловича по-прежнему на передовой. Судьба полка зависит от того, будет ли сдержан рубеж, расположенный в районе деревни Федосьено». И снова «рота тов. Гундиловича первой из всех рот вела бой с противником. Рота потеряла значительную часть своего личного состава, но свои боевые рубежи героически удерживала.» В конце октября генерал И. В. Панфилов высоко отметил действия роты и поставил на вид командиру 1075-го полка И. В. Капрову: «Берите пример с 4-й роты Гундиловича, а его солдат представьте к наградам». За этот эпизод был награждён орденом Красной Звезды (17 января 1942).

### Бой у разъезда Дубосеково

Прорыв немецких войск на Волоколамском направлении 16-21 ноября 1941 года. Красными стрелками отмечено продвижение 1-й боевой группы сквозь боевые порядки 1075-го стрелкового полка на участке Нелидово-Дубосеково-Ширяево, синими — второй. Пунктиром обозначены начальные позиции на утро, день и вечер 16 ноября (розовым, фиолетовым и синим, соответственно).

16 ноября 1941 года немецкие войска вновь нанесли удар. Именно в этот день произошёл бой с немецкими танками у разъезда Дубосеково, где один из участков обороны занимала 4-я рота 2-го батальона 1075-го стрелкового полка 316-й стрелковой дивизии под командованием капитана Гундиловича и политрука Клочкова.
По оценке командира 1075-го стрелкового полка полковника И. В. Капрова, «в бою больше всех пострадала 4-я рота Гундиловича. Уцелело всего 20-25 чел. во главе с ротным из 140 чел. Остальные роты пострадали меньше. В 4-й стрелковой роте погибло больше 100 человек. Рота дралась героически.» Остановить противника у разъезда Дубосеково не удалось, позиции полка были смяты противником, а его остатки отошли на новый оборонительный рубеж. В боях 16 ноября 1075-й полк, по разным данным, подбил и уничтожил от девяти до восемнадцати танков противника.
В конце декабря 1941 года, когда дивизия была отведена на формирование, в полк приехал корреспондент «Красной звезды» А. Ю. Кривицкий, которому капитан Гундилович по памяти назвал фамилии 28-ми убитых и пропавших без вести бойцов, которых он смог вспомнить. 22 января 1942 года в газете «Красная звезда» Кривицкий поместил очерк под заголовком «О 28 павших героях», который положил начало официальной версии о 28-ми героях-панфиловцах.

### Дальнейший боевой путь
Командир 2-го батальона 23-го гвардейского стрелкового полка капитан П. М. Гундилович принимал участие в советском контрнаступлении под Москвой. В ходе наступления в декабре 1941 — феврале 1942 года его батальон освободил 18 населённых пунктов, захватил 80 автомашин. 8 февраля 1942 года в бою за село Бородино (в 30 километрах от города Старая Русса) отбил две атаки противника силой до полка, который пытался соединиться с основными силами соколовской группы. Противник потерял до 800 человек убитыми, во главе с командиром немецкого полка. За этот эпизод был награждён орденом Красного Знамени (6 июня 1942).
Погиб 10 апреля 1942 года. Обстоятельства гибели описал бывший комиссар 1075-го стрелкового полка полковник в отставке А. Мухамедьяров так: «За полчаса до его гибели я был в его землянке. Рано утром 10 апреля 1942 года комбат Гундилович П. М. собрал в своей землянке всех старшин рот. Это был последний инструктаж перед убытием его в штаб полка на новую должность заместителя командира полка по строевой. В это время прямо в землянке разорвался тяжёлый артиллерийский снаряд. 11 человек погибли, в том числе и Павел Михайлович».
Первоначально похоронен в деревне Кокачево Ленинградской области, позднее перезахоронен в братской могиле в посёлке Первомайский Холмского района Новгородской области.
Посмертно представлен командованием полка к званию Героя Советского Союза, однако был награждён орденом Ленина (21 июня 1942).

## Память
В фильме «Двадцать восемь панфиловцев» капитана Гундиловича сыграл Алексей Лонгин.
Улица Павла Гундиловича (бел. вуліца Паўла Гундзіловіча) — улица в городе Узда Минской области.

## Награды
- орден Ленина (21 июня 1942, посмертно)[11];
- орден Красного Знамени (6 июня 1942)[14];
- орден Красной Звезды (17 января 1942)[15].

## Семья
Жена — Татьяна Николаевна, в семье родился сын Олег и дочь Ривекка. Из письма с фронта: «Дорогие, Ривочка и Олег! Высылаю вам на память свою фронтовую карточку. Видите, какой сердитый ваш отец — это я злой на фашистов. Ох, и попадёт ещё им от меня. Ривочка! Учись на отлично, а я на отлично буду бить фашистов. Вот мы с тобой и будем соревноваться».